# 子午太极拳
子午太極拳，又名傅山拳、朝陽拳，乃是清初學者傅山所創，是山西拳術，為中國武術流派之一，屬於太極拳一脈。

## 源流
據《石膏山志》記載，清朝順治四年（公元1647 年）春，他借子傅眉到天空寺與寺內主持道成法師演示打坐和五禽戲，並傳授給當地名士吳成光，可見傅山有相當武功造詣，後在1880年傅山弟子何氏的後人蔡承烈公布《傅拳圖》，展示圖中的五十多招傅山拳法，後與山西一帶流傳的子午太極拳相同，應為同一門武功，而在山西太原一代也有傅山拳法的流傳，但稱為朝陽拳，因傅山在朝陽洞讀書時所創，而名為朝陽拳。

## 介紹
傅山本擅長醫術，子午太極拳結合了易筋經、八段錦跟紫微八卦舞，兼有道家吐納導引跟醫家的經絡走向張希貴等编，子午太極拳整套共八十一招，還能分成16式、32式、64式、81式，另還有一套子午太極劍法
傅山拳法的套路，其结构十分严谨，动作包含起承转折等多个环节，顺应自然之道、轻巧沉稳。这套拳法的动作中，亦刚亦柔，攻守兼备，拳法姿态有高有低，快慢交错、高低呼应，快慢相间，以慢起步然后迅疾如电，文武兼收。拳法运行中，手运脚跟，动中如静,静中还有动，其中动则刚，静则柔，运柔成刚，经柔化刚，攻守自如。